# 居特斯洛2000足球俱乐部
居特斯洛2000足球俱乐部是一家位于德国北莱茵-威斯特法伦州居特斯洛的足球俱乐部，始建2000年，其前身为同年早前解散居特斯洛足球俱乐部。

## 球會榮譽
- 西部/西南地區聯賽

 冠軍（1）：1996
- 西法倫足球高級聯賽

 冠軍（2）：1984, 1995
- 西法倫足球聯賽 – 第一組

 冠軍（1）：1991